# Kosuke Takeyama
Kosuke Takeyama, né le 22 novembre 1997, est un coureur cycliste japonais.

## Biographie
En juin 2019, il devient champion du Japon sur route espoirs, sur le circuit de Fuji Speedway.

## Palmarès et résultats

### Palmarès par année
- 2015
  - 2e du championnat du Japon sur route juniors
- 2019
  -  Champion du Japon sur route espoirs

### Classements mondiaux
| Année         | 2019 |
| ------------- | ---- |
| UCI Asia Tour | 74e  |